# لودينوي بول
لودينوي بول (بالروسية: Лодейное Поле) هي إحدى مدن روسيا في الكيان الفدرالي الروسي لينينغراد أوبلاست.